# نیکلاس بال
نیکلاس بال (انگلیسی: Nicholas Ball؛ زادهٔ ۱۱ آوریل ۱۹۴۶) بازیگر اهل بریتانیا است. وی از سال ۱۹۶۷ میلادی تاکنون مشغول فعالیت بوده‌است.
از فیلم‌ها یا برنامه‌های تلویزیونی که وی در آن نقش داشته‌است، می‌توان به کِـرِز، کارت‌پخش‌کن، چه کسی در حال کشتن سرآشپزهای بزرگ اروپا است؟، شهر هالبی، شیادها، ایست‌اندرز و تپش قلب اشاره کرد.